# BBブリュンヌ
BBブリュンヌ (BB Brunes) は、フランスのパリで2006年に結成された男性4人組バンド。

## メンバー
- アドリアン・ギャロ（Adrien Gallo, 1989年7月2日 - ）ボーカル・ギター
作詞・作曲をこなしアリゼやヴァネッサ・パラディに楽曲を提供している。
- フェリックス・エメン（Félix Hemmen, 1989年11月17日 - ）ギター
ハローキティのギターを愛用している。
- カリム・レベイエ（Karim Réveillé, 1987年12月14日 - ）ドラム
母はアルジェリア人で父親はフランス領アンティルの産まれ。
- ベラルド・クランブ（Bérald Crambes, 1987年5月5日 - ）ベース
マイスペースの広告をみて2007年から加入。

## 来歴

### Blonde Comme Moi
2006年にシングル"Le Gang"でデビューし、翌年にはファーストアルバム"Blonde Comme Moi"を発表しフランスのチャートで最高位8位  を記録する。

### NIco Teen Love
その後2009年にはセカンド・アルバムを発表。更にフランス語版のニュームーン/トワイライト・サーガにも曲を提供した。更に翌年には初めての英語でのEPを発表している。

### Long Courrier
2012年の3枚目のアルバムではよりポップな曲調に変更した。

## エピソード
BBはセルジュ・ゲンスブールの楽曲イニシャルB.B.からブリュンヌはパリの14区に位置するブリュンヌ通りから由来する。

## 音楽

### アルバム
- Blonde comme moi (2007)
- Nico Teen Love (2009)
- BB Brunes EP (2010)
- Nico Teen Live (2011)
- Long Courrier (2012)

### シングル
- Le Gang
- Houna
- Dis-moi
- Mr. Hyde
- Perdus Cette Nuit
- Dynamite
- Lalalove you
- Nico teen love
- Britty Boy
- Cul et Chemise
- Coups et Blessures
- Stereo
- Aficionado